# Wojciech Has
Wojciech Jerzy Has (1 tháng 4 năm 1925, Kraków – 3 tháng 10 năm 2000, Łódź) là đạo diễn, nhà biên kịch và nhà sản xuất phim người Ba Lan.

## Đời tư và trình độ học vấn
Wojciech Jerzy Has sinh ra ở Kraków. Gia đình ông đều theo Giáo hội Công giáo Rôma, nhưng ông là một người theo chủ nghĩa chuộng Do Thái.
Trong thời chiến Đức chiếm đóng Ba Lan, Has theo học tại Trường Cao đẳng Thương mại và Kinh doanh Kraków và theo học các lớp bí mật bí mật tại Học viện Mỹ thuật Kraków (lớp học bị giải tán năm 1943). Khi chiến tranh kết thúc, ông tiếp tục theo học tại Học viện Mỹ thuật. Năm 1946, Has học xong khóa học một năm về điện ảnh và bắt đầu sản xuất phim tài liệu và giáo dục tại Xưởng phim Tài liệu Warszawa, và trong những năm 1950, ông chuyển sang làm việc tại Học viện làm phim hàng đầu của Ba Lan, Xưởng phim Quốc gia, ở Łódź.

## Sự nghiệp
Tác phẩm đầu tay của Wojciech Jerzy Has là bộ phim Harmoniac (1948), một bộ phim có thời lượng trung bình. Năm 1974, ông được bổ nhiệm làm giáo sư trong khoa đạo diễn tại Trường Điện ảnh Quốc gia ở Łódź. Trong suốt sự nghiệp của mình, ông đã đạo diễn những bộ phim đáng chú ý như Rękopis znaleziony w Saragossie, Lalka và Sanatorium pod klepsydrą.

## Chức vụ
Từ năm 1987 đến năm 1989, Has là giám đốc nghệ thuật của Xưởng phim Rondo và là thành viên của Ủy ban Điện ảnh Nhà nước Ba Lan. Năm 1989-1990, ông làm trưởng khoa đạo diễn Trường Điện ảnh Quốc gia. Năm 1990, ông trở thành giám đốc của trường và giữ chức vụ này trong sáu năm. Ông là giám đốc điều hành và cố vấn chính tại Indeks Studio trực thuộc trường.

## Phim ảnh đã chọn
| Năm  | Phim                                                     | Thể loại                                                  |
| ---- | -------------------------------------------------------- | --------------------------------------------------------- |
| 1947 | Harmonia                                                 | phim ngắn                                                 |
| 1947 | Ulica Brzozowa                                           | phim tài liệu                                             |
| 1949 | Parowóz PT 47                                            | phim tài liệu                                             |
| 1950 | Moje miasto                                              | phim tài liệu                                             |
| 1950 | Pierwszy plon                                            | phim tài liệu                                             |
| 1951 | Mechanizacja robót ziemnych                              | phim giáo dục                                             |
| 1951 | Scentralizowana kontrola przebiegu produkcji             | phim giáo dục                                             |
| 1952 | Harcerze na zlocie                                       | phim giáo dục                                             |
| 1952 | Karmik Jankowy                                           | phim giáo dục                                             |
| 1952 | Zielarze z Kamiennej Doliny                              | phim giáo dục                                             |
| 1955 | Nasz zespół                                              | Phim tài liệu                                             |
| 1957 | Pętla                                                    | chuyển thể từ một truyện ngắn của Marek Hłasko            |
| 1958 | Pożegnania                                               | chuyển thể từ một tiểu thuyết của Stanisław Dygat         |
| 1959 | Wspólny pokój                                            | chuyển thể từ một tiểu thuyết của Zbigniew Uniłowski      |
| 1960 | Rozstanie                                                |                                                           |
| 1961 | Złoto                                                    |                                                           |
| 1962 | Jak być kochaną                                          | chuyển thể từ một truyện ngắn của Kazimierz Brandys       |
| 1964 | Rękopis znaleziony w Saragossie                          | chuyển thể từ một tiểu thuyết của Jan Potocki             |
| 1966 | Szyfry                                                   | chuyển thể từ một truyện ngắn của Andrzej Kijowski        |
| 1968 | Lalka                                                    | chuyển thể từ một tiểu thuyết của Bolesław Prus           |
| 1973 | Sanatorium pod Klepsydrą                                 | chuyển thể từ truyện ngắn của Bruno Schulz                |
| 1982 | Nieciekawa historia                                      | chuyển thể từ một tiểu thuyết của Anton Czechow           |
| 1984 | Pismak                                                   | chuyển thể từ một tiểu thuyết của Władysław Lech Terlecki |
| 1985 | Osobisty pamiętnik grzesznika przez niego samego spisany | chuyển thể từ một tiểu thuyết của James Hogg              |
| 1988 | Niezwykła podróż Baltazara Kobera                        | chuyển thể từ một tiểu thuyết của Frédérick Tristan       |